# Warner Oland
Warner Oland, pseudonimo di Johan Verner Ölund (Nyby, 3 ottobre 1879 – Stoccolma, 6 agosto 1938), è stato un attore svedese.
A lui si deve il successo popolare del personaggio di Charlie Chan, il detective cinese in forza alla polizia di Honolulu, creato da Earl Derr Biggers.

## Biografia
Warner Oland nacque a Nyby, un piccolo villaggio presso il comune di Bjurholm, nella contea di Västerbotten, da padre svedese e madre russa di ascendenza mongola. Quando aveva tredici anni, la sua famiglia emigrò negli Stati Uniti. Visse a Boston, dove compì i propri studi, parlando fluentemente sia l'inglese che il nativo svedese.
Formatosi come attore drammatico, nel 1906 entrò nella compagnia teatrale di Alla Nazimova, e l'anno dopo incontrò la commediografa e ritrattista Edith Gardener Shearn, che divenne sua moglie.
L'esordio cinematografico, con il nome di Warner Oland, avvenne nel 1912, nel film Pilgrim's Progress, diretto da Francis Powers, tratto dall'omonimo romanzo di John Bunyan, ma i primi ruoli significativi giunsero nel 1926 con Don Giovanni e Lucrezia Borgia e nel 1927 con Il cantante di jazz.
Data la riluttanza di Hollywood ad assumere attori asiatici per i ruoli principali durante tale periodo (salvo qualche eccezione come Anna May Wong, Sessue Hayakawa e Philip Ahn), Oland, per via dei suoi tratti somatici, interpretò quasi sempre la parte di personaggi asiatici secondari, prima che gli venisse offerto il ruolo principale nel film Il drago rosso (1929), nel ruolo del malvagio Dr. Fu Manchu. Due anni più tardi recitò nei film Disonorata (1931), con Marlene Dietrich, e La crociera del delitto (1931), nel ruolo dell'ispettore Charlie Chan, personaggio che gli permise di acquisire fama internazionale. Nel 1935 interpretò il ruolo del Dr. Yogami nel film Il segreto del Tibet, prodotto dalla Universal.
Nonostante la ricchezza e il successo, Oland ebbe problemi di alcolismo che danneggiarono gravemente la sua salute e il suo matrimonio. Per molto tempo fu ricoverato in ospedale. Nel 1938 divorziò dalla moglie e, nell'estate di quello stesso anno, si recò in vacanza nella natìa Svezia. Qui l'attore contrasse la broncopolmonite, aggravata da un iniziale enfisema polmonare dovuto al fumo pesante. Fu ricoverato in un ospedale di Stoccolma, dove morì. Venne successivamente cremato, e le sue ceneri furono riportate negli Stati Uniti dalla moglie per la sepoltura nel cimitero rurale di Southborough.

## Charlie Chan

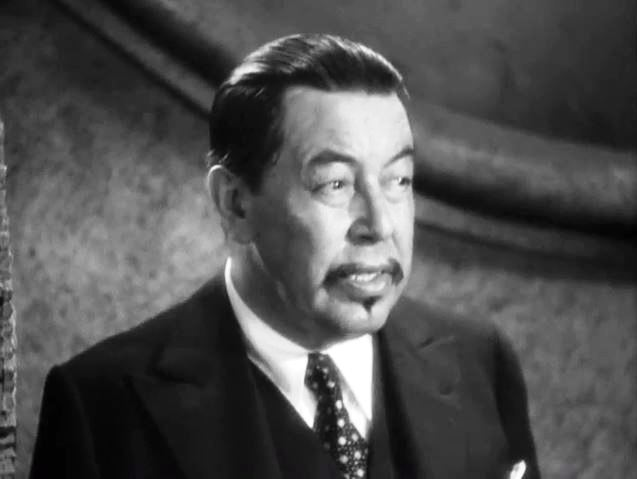
Warner Oland nel film L'ora che uccide (1936)

Quarto interprete cinematografico dell'ispettore cinese, rappresentò il personaggio di Charlie Chan in ben sedici film tra il 1931 e il 1937. Fu scelto per il ruolo dalla moglie di Derr Biggers, perché nonostante il fatto che fosse di origine svedese, aveva una buona somiglianza con il dolce, ma inesorabile ispettore.

## Filmografia parziale

### Charlie Chan
1. La crociera del delitto (Charlie Chan Carries On), regia di Hamilton MacFadden (1931)
2. Il cammello nero (The Black Camel), regia di Hamilton MacFadden (1931)
3. Charlie Chan's Chance, regia di John G. Blystone (1932)
4. Charlie Chan's Greatest Case, regia di Hamilton MacFadden (1933)
5. Charlie Chan's Courage, regia di Eugene Forde e George Hadden (1934)
6. Il nemico invisibile (Charlie Chan in London), regia di Eugene Forde (1934)
7. L'uomo dai due volti (Charlie Chan in Paris), regia di Lewis Seiler (1935)
8. Il segreto delle piramidi (Charlie Chan in Egypt), regia di Louis King (1935)
9. L'artiglio giallo (Charlie Chan in Shanghai), regia di James Tinling (1935)
10. L'ora che uccide (Charlie Chan's Secret), regia di Gordon Wiles (1936)
11. Il terrore del circo (Charlie Chan at the Circus), regia di Harry Lachman (1936)
12. La freccia avvelenata (Charlie Chan at the Race Track), regia di H. Bruce Humberstone (1936)
13. Il pugnale scomparso (Charlie Chan at the Opera), regia di H. Bruce Humberstone (1936)
14. Charlie Chan alle Olimpiadi (Charlie Chan at the Olympics), regia di H. Bruce Humberstone (1937)
15. Mezzanotte a Broadway (Charlie Chan on Broadway), regia di Eugene Forde (1937)
16. La valigia dei venti milioni (Charlie Chan at Monte Carlo), regia di Eugene Forde (1937)

### Altri film
- Pilgrim's Progress, regia di Francis Powers (1912)
- Transatlantic (The Romance of Elaine) (serial) regia di Leopold Wharton, Theodore Wharton (1915)
- Sin, regia di Herbert Brenon (1915)
- The Unfaithful Wife, regia di J. Gordon Edwards (1915)
- Destruction, regia di Will S. Davis (1915)
- The Fool's Revenge, regia di Will S. Davis (1916)
- The Reapers, regia di Burton L. King (1916)
- The Eternal Sapho, regia di Bertram Bracken (1916)
- The Eternal Question, regia di Burton L. King (1916)
- Beatrice Fairfax (serial in 15 episodi) regia di Leopold Wharton, Theodore Wharton (1916)
- The Rise of Susan, regia di Stanner E.V. Taylor (1916)
- Il servizio segreto (Patria) - serial di Jacques Jaccard, Theodore W. Wharton e Leopold D. Wharton (1917)
- Il diamante della morte (The Fatal Ring) (serial in 20 episodi), regia di George B. Seitz (1917)
- Convict 993, regia di William Parke (1918)
- The Yellow Ticket, regia di William Parke (1918)
- Mandarin's Gold, regia di Oscar Apfel (1919)
- La valanga (The Avalanche), regia di George Fitzmaurice (1919)
- The Witness for the Defense, regia di George Fitzmaurice (1919)
- The Phantom Foe serial in 15 episodi di Bertram Millhauser (1920)
- East Is West, regia di Sidney Franklin (1922)
- Satana (His Children's Children), regia di Sam Wood (1923)
- The Winding Stair, regia di John Griffith Wray (1925)
- Riders of the Purple Sage, regia di Lynn Reynolds (1925)
- Desiderio d'amore (Flower of Night), regia di Paul Bern (1925)
- Sei tutta la mia vita (The Marriage Clause), regia di Lois Weber (1926)
- Don Giovanni e Lucrezia Borgia (Don Juan), regia di Alan Crosland (1926)
- Man of the Forest, regia di John Waters (1926)
- Il covo degli avvoltoi (Stand and Deliver), regia di Donald Crisp (1928)
- Adriana Lecouvreur (Dream of Love), regia di Fred Niblo (1928)
- Chinatown Nights, regia di William A. Wellman (1929)
- Il drago rosso (The Mysterious Dr. Fu Manchu), regia di (non accreditato) Rowland V. Lee (1929)
- Se io fossi re (The Vagabond King), regia di Ludwig Berger (1930)
- La figlia di Fu Manchu (Daughter of the Dragon), regia di Lloyd Corrigan (1931)
- Disonorata (Dishonored), regia di Josef von Sternberg (1931)
- Il grande giuoco (The Big Gamble), regia di Fred Niblo (1931)
- Vendetta gialla (The Son-Daughter), regia di Clarence Brown e, non accreditato, Robert Z. Leonard (1932)
- Shanghai Express, regia di Josef von Sternberg (1932)
- La donna senza domani (A Passport to Hell), regia di Frank Lloyd (1932)
- Il velo dipinto (The Painted Veil) regia di Richard Boleslawski (1934)
- Un'ombra nella nebbia (Bulldog Drummond Strikes Back), regia di Roy Del Ruth (1934)
- Tanya (Mandalay), regia di Michael Curtiz (1934)
- Il segreto del Tibet (Warewolf of London) regia di Stuart Walker (1935)

## Spettacoli teatrali (parziale)
- The Eternal City di Hall Caine, musica di Pietro Mascagni (prima New York 17 novembre 1902)